# هانز فيلبريف
يوهانس ألكسندر «هانز» فيلبريف (17 أغسطس 1963) هو موظف حكومي هولندي، وخبير اقتصادي، وسياسي، ويشغل حاليًا منصب وزير الدولة للصناعات الاستخراجية، وهو عضو في الحزب الديمقراطي 66 الاجتماعي الليبرالي.
بدأ فيلبريف مسيرته المهنية في وزارة الشؤون الاقتصادية بعد حصوله على الدكتوراه من الجامعة الحرة بأمستردام في عام 1992. عمل بعد ذلك في مكتب تحليل السياسة الاقتصادية قبل أن يعود إلى الشؤون الاقتصادية ليشغل عدة مناصب كمدير ومدير عام. عُيِّن فيلبريف أمينًا عامًا للخزانة في وزارة المالية في عام 2011، وشغل هذا المنصب حتى أصبح رئيسًا للهيئة الاستشارية لمجموعة عمل اليورو بعد ست سنوات ونصف. كان عضوًا في تلك المجموعة أثناء عمله أمينًا عامًا للخزانة وكان مساعدًا لرئيس مجموعة اليورو يرون دايسيلبلوم.
عُيِّن فيلبريف وزيرًا للدولة للشؤون المالية مع ألكسندرا فان هوفلين في يناير 2020، بعد إعادة انتخابه في مجموعة العمل مباشرة. خلف مينو سنيل، الذي استقال نتيجة لفضيحة الاحتيال في رعاية الأطفال في هولندا، وأصبح مسؤولًا عن إدارة الضرائب والشؤون الضريبية. انتُخِب فيلبريف في مجلس النواب في عام 2021، ولكنه ترك هذا المنصب عند تعيينه وزير الدولة للصناعات الاستخراجية كجزء من وزارة روتا الرابعة الجديدة في يناير 2022.

## وزير الدولة للشؤون المالية (2022-2020)
أُعلِن في 26 يناير أن فيلبريف وألكسندرا فان هوفلين سيخلفان وزير الدولة للشؤون المالية مينو سنيل بعد استقالته في ديسمبر 2019. استقال سنيل بعد اعتبار الآلاف من المستفيدين من مزايا رعاية الأطفال محتالين واضطرارهم إلى رد الأموال؛ وغالبًا ما تلقى بعضهم صفحات محجوبة بعد أن طلبوا سجلاتهم. قرر وزير المالية فوبكه هويكسترا، قبل أسابيع من استلام فيلبريف وفان هوفلين للمنصب، أن الفوائد (الرسوم الإضافية) والجمارك ستُفصل عن إدارة الضرائب.
أدى فيلبريف اليمين الدستورية باسم «وزير الدولة للشؤون المالية-شؤون الضرائب وإدارة الضرائب» للملك فيليم ألكساندر في قصر تن بوش في 29 يناير. أصبحت زميلته، فان هوفلين، مسؤولة عن الفوائد والرسوم الجمركية، وأصبح فيلبريف مسؤولًا عن الشؤون الضريبية، وإدارة الضرائب (بما في ذلك دائرة المعلومات والتحقيقات المالية)، والعلاقات المالية بين الحكومة الوطنية والحكومات اللامركزية، وتأمين ائتمان الصادرات والمرافق، وكازينو هولندا واليانصيب الهولندي، والعملة، ونطاقات الممتلكات المنقولة. يُعد مسؤولًا أيضًا عن وضع خطط الطيران وضرائب الكربون. استقال عند تعيينه وزيرًا من مناصبه في مجموعة اليورو وجامعة أمستردام. أعلن فيلبريف، قبل فترة وجيزة من بدء ولايته، أنه كان يخطط «لجعل إدارة الضرائب روتينية من جديد».

### تحصيل الضرائب
أعلن فيلبريف، بعد أسبوع واحد من تعيينه وزيرًا للخارجية، أن المنظمة ستبدأ العمل مع الاتحادات التجارية للبناء والرعاية الصحية من أجل معالجة العمالة الذاتية الزائفة. قال أيضًا إن المنظمة ستعمل مع اتحادات تجارية في قطاعات أخرى فيما بعد. أقر مجلس النواب ضريبة الطيران التي فرضها فيلبريف على جميع تذاكر الطيران في أبريل 2020. 
أعلن فيلبريف في يونيو أنه لن يتابع خطة سلفه لإصلاح نظام ضرائب المدخرات والاستثمار، ووصفها بأنها غير مقبولة قانونيًا. أراد سنيل فرض ضرائب على المدخرات والاستثمارات بناءً على العوائد المتوقعة لكل منها؛ مما تسبب في انخفاض الضرائب على المدخرات وزيادة الضرائب على الأسهم والاستثمارات الأخرى. نصح فيلبريف الحكومة المقبلة، بعد إجراء تحقيق في العام التالي، بتغيير ضرائب المدخرات والاستثمار لتعكس العوائد الفعلية. 
أعلنت إدارة الضرائب في مايو 2020 أنها ستقدم ضريبة جديدة على أرباح الأسهم في عام 2024 من أجل مواجهة التهرب الضريبي. دعا فيلبريف إلى إدخال مدونة سلوك لمكافحة التهرب الضريبي من قبل الشركات متعددة الجنسيات، وذلك بعد استقالة مجلس الوزراء في عام 2021. قال أيضًا إنه يرحب بجدول الأعمال الأكثر طموحًا للمفوضية الأوروبية بشأن هذه القضية؛ وأنه وافق على صفقة في الفترة التي تسبق القمة 47 لمجموعة السبع للالتزام نحو الحد الأدنى العالمي لمعدل الضريبة على الشركات.

### فضيحة الاحتيال في رعاية الأطفال
ذكرت صحيفة تراو وبرنامج أر تي أل نيوز التلفزيوني في نهاية فبراير 2020 أن إدارة الضرائب كانت تستخدم قائمة سوداء تحتوي على أسماء حوالي 180 ألف محتال مشتبه بهم تسمى مرفق إشارات الاحتيال. خلص تقرير داخلي قبل عام واحد إلى أن القائمة تنتهك تشريعات الخصوصية. أُلغيَت القائمة السوداء بعد حصول الصحفيين على التقرير قبل أيام من نشر المقالات الإخبارية؛ وبعث فيلبريف برسالة إلى مجلس النواب يكشف فيها عن القائمة السوداء بعد يومين من الكشف عنها؛ وأخبر مجلس النواب أن المسؤولين في إدارة الضرائب قد حجبوا ظلمًا فقرة حول القائمة السوداء في وثيقة أُجبِرت المنظمة على الكشف عنها في وقت سابق من أجل التستر على القصة. نفى سلف فيلبريف مرارًا وجود مثل هذه القائمة. وصف فيلبريف القائمة بالمفاجأة غير السارة، ووصف مشاكل إدارة الضرائب بالهائلة. كان عليه إبلاغ مجلس النواب بعدد من القضايا الأخرى المتعلقة بالمنظمة في الأسابيع القريبة؛ وأن إدارة الضرائب لم تسدد رسوم التذكير الخاطئة، وعن وجود أخطاء صغيرة في حساب معدلين ضريبيين، وأن المنظمة فشلت في تحصيل الديون قبل أن تُحظر بموجب قانون التقادم. 
قدّم كل من فيلبريف وفان هوفلين في مايو 2020 شكوى جنائية لسوء السلوك الرسمي ضد إدارة الضرائب التي يديرونها، في ردِّ على فضيحة الاحتيال في رعاية الأطفال. زعما أيضًا أن موظفي الخدمة المدنية قد جمعوا قصدًا أموالًا من مواطنين لا يدينون بأموال، وأنهم مارسوا التمييز على أساس العرق. طُلب أيضًا من أربعة مسؤولين رفيعي المستوى التنحي. أعلن مكتب المدعي العام فيما بعد أنه لن يجري تحقيقًا جنائيًا رغم الشكوى الجزائية. أغلق فيلبريف وفان هوفلين أنظمة التسجيل مؤقتًا بسبب الاحتيال؛ وذلك عندما ذكرت تراو وأر تي أل نيوز في يوليو أن إدارة الضرائب وصفت بشكل خاطئ المواطنين الذين يدفعون ضريبة الدخل بأنهم محتالون، وأنها اعتمدت في وصفها ذلك على الشكوك فقط.
خلص تحقيق في أواخر عام 2021 إلى أن القائمة السوداء لإدارة الضرائب شملت أشخاصًا لم يرتكبوا عمليات احتيال؛ وأن ما بين 5000 و15000 منهم ربما حُرِموا خطًا من إعادة جدولة الديون بسبب إدراجهم في القائمة. قال فيلبريف فيما بعد إنه يبحث في تعويض الضحايا.

### جائحة كوفيد -19
أعلن مجلس الوزراء في 12 مارس 2020، بعد وصول جائحة كورونا إلى هولندا، أن الشركات التي تواجه صعوبات مالية ستكون قادرة على تأجيل مدفوعات الضرائب بمجرد تقديم طلب. بُسِّط الإجراء في الأسبوع التالي، وخُفِّض معدل الفائدة على الديون إلى حوالي 0%. استفادت حوالي 240 ألف شركة من هذه الإمكانية بحلول أغسطس. قدم فيلبريف أيضًا عددًا من الإجراءات الأخرى، فخفف هو والوزيرة سيغريد كاغ شروط التقديم لتأمين ائتمان الصادرات، وأنشأ شبكة أمان بقيمة 12 مليار يورو لضمان دفع تأمين الائتمان، ومكّن الشركات من خصم خسائرها من فاتورة ضريبة الشركات في وقت سابق؛ وقدم هو والوزير كاجسا أولونغرن 1.5 مليار يورو لمساعدة الحكومات البلدية والإقليمية. ساعد فيلبريف وزميله إريك ويبس أيضًا في إنقاذ شركة بناء السفن رويال آي إيتش سي من الإفلاس.
قرر فيلبريف في يونيو أن الشركات المسجلة في الملاذات الضريبية لن تكون مؤهلة للحصول على إعانات تتعلق بوباء كورونا. اقترح مجلس الوزراء لاحقًا إجراءً إضافيًا بقيمة 4 مليارات يورو يسمى خصم الاستثمار المتعلق بالوظيفة لتحفيز الاقتصاد، فستكون الشركات قادرة على خصم الاستثمارات من فاتورة ضرائب الرواتب في العامين التاليين. هاجمت أحزاب المعارضة في مجلس النواب البرنامج واصفة إياه بأنه صدقة للشركات. سحب مجلس الوزراء الخطة لاحقًا بعد أن تلقى إشارة من المفوضية الأوروبية بأن الخطة من المحتمل أن تشكل مساعدة حكومية مما يعرضها للرفض فورًا.

### استقالة مجلس الوزراء وانتخابات 2021
أصبح فيلبريف وزير الدولة في حكومة تسيير الأعمال عندما استقالت حكومة روتي الثالثة في 15 يناير 2021 بسبب فضيحة الاحتيال في رعاية الأطفال؛ وبقي في هذا المنصب حتى تنصيب حكومة روته الرابعة في يناير 2022. ترشح لعضوية البرلمان في الانتخابات العامة في مارس 2021، وظهر باعتباره المرشح الثاني عشر على قائمة الحزب الديمقراطي 66، وانتُخِب بأغلبية 947 صوتًا. لم يمنح الحزب الديمقراطي 66 فيلبريف خصوصية في مجلس النواب، أو عضوية دائمة في أي لجنة، نظرًا لمنصبه كوزير الدولة في حكومة تسيير الأعمال. ترك مقعده عندما أصبح وزيرًا للخارجية في يناير 2022.